# Simfonia fantastică (Berlioz)

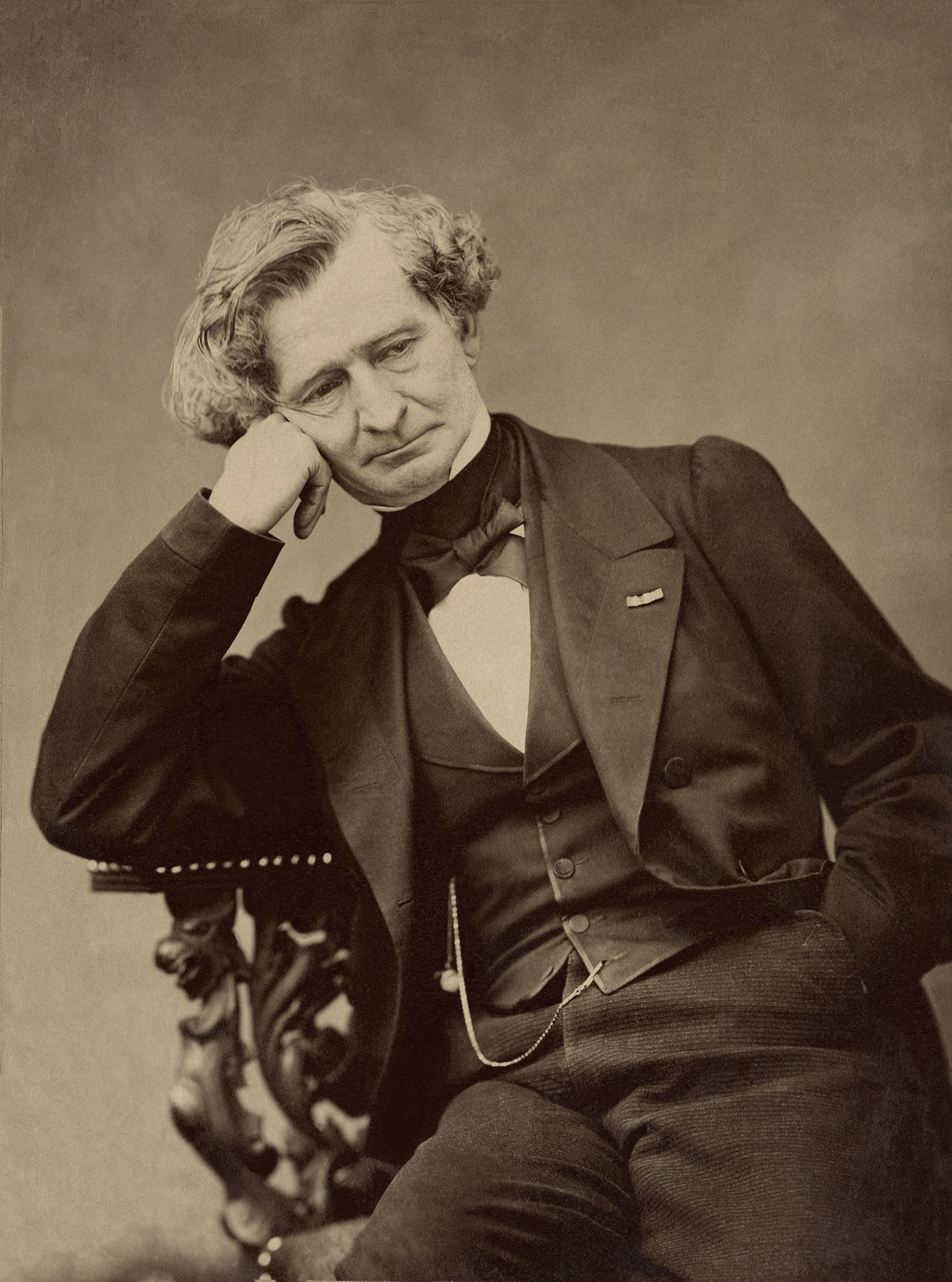
Hector Berlioz de Pierre Petit

Simfonia fantastică (în franceză La Symphonie fantastique op. 14, titlu original: Épisode de la vie d’un artiste, symphonie fantastique en cinq parties) este o compoziție din 1830 a lui Hector Berlioz. Compozitorul a terminat-o la 5 decembrie 1830 și a dedicat-o țarului Nicolae I.

## Geneza
Berlioz și-a început educația muzicală la Côte-Saint-André, unde tatăl său era medic. A învățat să cânte la flageolet, flaut și chitară. Prima lucrare muzicală compusă de el a fost un Cvintet pentru flaut și cvartet de coarde (1819), tânărul compozitor bazându-se pe noțiuni teoretice pe care le extrase din tratatele de armonie ale lui Rameau, Catel și Alembert.
În 1821, încurajat de tatăl său, Hector Berlioz pleacă la Paris în scopul studiului avansat al medicinii. Aflat în orașul cu o tradiție muzicală îndelungată și care reprezenta și pe atunci centrul muzicii culte europene, Berlioz frecventează spectacolele de Operă, fiind și un mare iubitor al creației lui Gluck. 
În 1823 începe să studieze compoziție cu Lesueur în particular, iar în toamna aceluiași an compune o misă. Îl descoperă mai târziu pe Carl Maria von Weber, de a cărui muzică va fi entuziasmat. În 1826 se înscrie la Conservator, unde va studia cu același profesor compoziție, iar contrapunct și fugă cu Reicha. În curând va lua contact direct cu minunata dramaturgie a lui Shakespeare și cu Faust al lui Goethe, pe care le va vedea pe scena Teatrului din Odéon. Aici o va întâlni pe actrița irlandeză Harriet Smithson, de care se va îndrăgosti și care va reprezenta pentru el o „idee fixă”, o obsesie, întrucât aceasta îi va răspunde iubirii abia târziu, sentiment care îl va subjuga și care va reprezenta programul literar al „Simfoniei fantastice”. Lucrarea a fost scrisă în anul 1830, fiind audiată în premieră la sala Conservatorului pe data de 5 decembrie. Capodopera îl va impresiona și pe Liszt.

## Structura
Simfonia are cinci părți, iar discursul muzical se țese pe baza unui program literar dictat de propria inimă. Însă, ceea ce se poate stabili cu privire la structura acestora este principiul ciclicității, realizat printr-un laitmotiv care străbate părțile componente de mai multe ori. Laitmotivul pe care însuși Berlioz îl numește „idee fixă”, este o melodie expusă de către suflătorii din lemn ale căror timbruri calde înfățișează imaginea iubitei.
În înțelegerea Simfoniei fantastice, progamul este dat de compozitorul însuși.   

### Prima parte: „Visuri și pasiuni”
„ Un tânăr artist era profund îndrăgostit de o fată care nu îi împărtășea dragostea. Se simțea groaznic de trist, încât a încercat să se otrăvească cu opiu. Deoarece nu a luat o doză suficient de mare încât să îl ucidă, i-a produs doar un somn adânc. În acest somn el a plăsmuit toată povestea. Iubita sa vine la el în vis. Ea se transformă într-o temă muzicală (ideea fixă) pe care el nu o mai poate uita. Această poveste adevărată este înfățișată de prima parte, unde atmosfera de vis, plutire și pasiune este sugerată de melodia lentă a corzilor.”
„{{{1}}}”

### A doua parte: „Un bal”
„Îndrăgostitul o întâlnește la un bal între mulțimea care dansează. Momentul festiv mai este marcat și de prezența a două harpe.”

### A treia parte: „Scenă câmpenească”
„Aflat pe un câmp, artistul îndrăgostit vede doi păstori care colaborează
prin semnale redate cu fluierul (instrument specific îndeletnicirii).
Codrul rezonează cu sentimentele
îndrăgostitului, ținându-i isonul și dintr-odată îi reapare iubita, în timp ce
natura înconjurătoare se dezlănțuie printr-o furtună cu trăsnete. În fapt,
această parte amintește de Simfonia a VI-a Pastorala
de Beethoven, fiind realizată în ton cu trăsăturile romantismului, deoarece
natura a reprezentat pentru romantici leagănul izolării. În timp ce la Beethoven Pastorala este asemenea
unui imn închinat naturii, atmosfera fiind una de veselie, la Berlioz această
parte redă o atmosferă cât se poate de profundă, sentimentul fiind unul
dezolant.”

### A patra parte: „Marș spre supliciu”
„În somnul adânc, îndrăgostitul trăiește
sentimentul uciderii  iubitei într-o criză de furie, fiind
condamnat la moarte.  În drumul spre
eșafod se cântă un marș care îl însoțește până la momentul în care melodia
iubitei apare ca un ultim gând al
îndrăgostitului, întreruptă, însă, de lovitura fatală a ghilotinei. Muzical, acest moment este marcat de trosnetul instrumentelor de percuție (tobe, timpani, talgere).”

### A cincea parte: „Visul unei nopți de sabat”
„Tânărul artist se află în iad la o adunare a vrăjitoarelor în noaptea de Sabat. Apare și iubita sa, însă de această dată feminitatea și gingășia ei se transformă într-o stare grotescă, macabră. Partea debutează cu o introducere lentă, urmată de grotesca apariție a ideii fixe, pentru ca mai apoi să fie introdus un marș medieval Dies Irae care se suprapune cu imagini muzicale ce sugerează  misticitatea nopții și a adunării vrăjitoarelor, scheletelor, spiritelor iadului.”

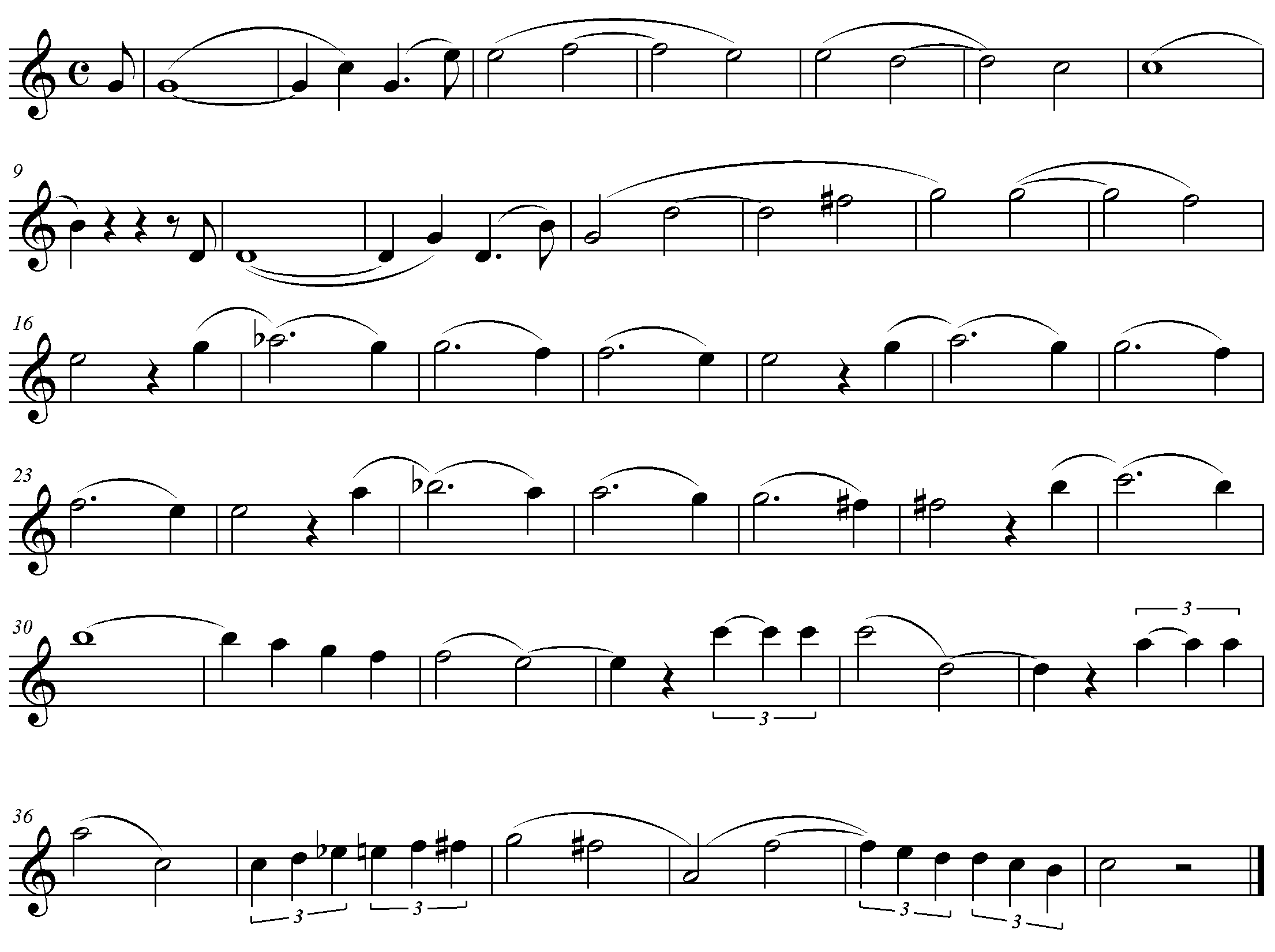
Idée fixe melodie

Fiind cunoscut ca mare orchestrator al timpurilor sale, Berlioz dovedește prin această Simfonie posibilități infinite de combinare, pe de o parte, a muzicii cu un program literar conceput în vis, dar care relevă într-o oarecare măsură realitatea, pe de altă parte, modalități de combinare a timbrurilor instrumentale pentru a reda o muzică dictată de subconștient.